# Марк Корнелий Малугинский (военный трибун)
Марк Корнелий Малугинский (лат. Marcus Cornelius Maluginensis; V—IV века до н. э.) — римский политический деятель из патрицианского рода Корнелиев, военный трибун с консульской властью 369 и 367 годов до н. э.
Во время обоих своих трибунатов Марк Корнелий был членом коллегии, состоявшей из шести военных трибунов-патрициев. В 369 году до н. э. он вместе с коллегами продолжил начатую магистратами предыдущего года осаду Велитр, но без каких-либо результатов. В 367 году до н. э. Марк Фурий Камилл получил диктатуру и воевал с галлами, а в Риме сенат был вынужден уступить плебеям в вопросе о консульстве. Роль Марка Корнелия в этих событиях неизвестна.